# Elucidário Madeirense

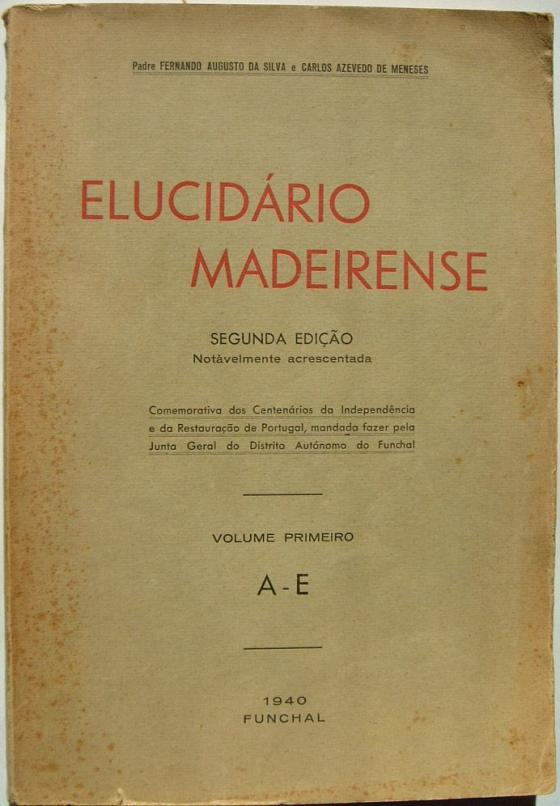
Capa do vol. I da 2.ª edição do Elucidário Madeirense de 1940

O Elucidário Madeirense é uma obra de cunho enciclopédico sobre o arquipélago da Madeira publicada em 1921.
O seu projeto foi coordenado pelo padre Fernando Augusto da Silva (1863-1949) no escopo das comemorações do quinto centenário do descobrimento da Madeira.
Os verbetes relativos à flora e à fauna do arquipélago foram desenvolvida por Carlos Azevedo de Meneses (1863-1928). A obra teve ainda como colaboradores Adolfo César de Noronha e Alberto Artur Sarmento.
Embora a última atualização de conteúdos date de 1940, em termos de historiografia a obra permanece como uma referência essencial para o conhecimento do património material e imaterial do arquipélago.

## Edições
- 1.ª edição, 1921, em 2 volumes
- 2.ª edição acrescentada, 1940, em 3 volumes
- 3.ª edição em 1984, facsímile da de 1940
- 4.ª edição em 1998, facsímile da de 1940